# Ouida Bergère
Pour les articles homonymes, voir Bergère.
Ouida Bergère est une scénariste et actrice américaine, née le 14 décembre 1886 à Little Rock, dans l'Arkansas, et morte le 29 novembre 1974 à New York (État de New York).

## Biographie
Ouida Bergère fut, pendant plus de quarante ans l'épouse de l'acteur Basil Rathbone.

## Filmographie

### Scénariste

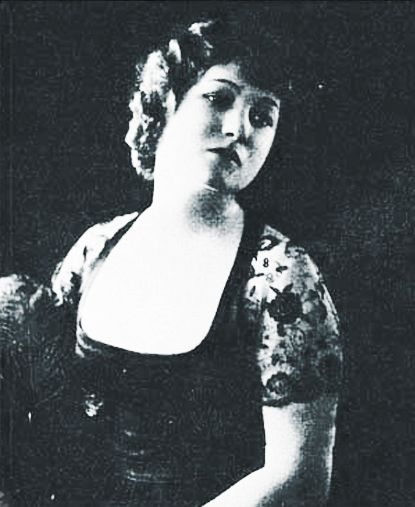
Ouida Bergère vers 1920

- 1912 : Getting Even
- 1915 : Saints and Sinners
- 1915 : At Bay
- 1916 : New York (en)
- 1916 : Big Jim Garrity (en)
- 1916 : Arms and the Woman (en)
- 1917 : The Iron Heart (en)
- 1918 : More Trouble
- 1918 : Le Rossignol japonais (A Japanese Nightingale) de George Fitzmaurice
- 1919 : Common Clay (en)  de George Fitzmaurice
- 1919 : The Cry of the Weak (en)
- 1919 : The Profiteers
- 1919 : The Avalanche
- 1919 : Our Better Selves (en)
- 1919 : Counterfeit (en)
- 1919 : The Broken Melody (en) de William P.S. Earle
- 1920 : Idole d'argile (en) (Idols of Clay)
- 1921 : Paying the Piper
- 1921 : Forever
- 1922 : Les Trois Revenants (Three Live Ghosts)
- 1922 : The Man from Home
- 1922 : To Have and to Hold
- 1922 : Kick In
- 1922 : Au Paon (Peacock Alley)
- 1923 : Bella Donna
- 1923 : The Rustle of Silk
- 1923 : La Flétrissure (The Cheat) de George Fitzmaurice
- 1923 : Six Days
- 1923 : La Ville éternelle (The Eternal City) de George Fitzmaurice

### Actrice
- 1912 : Mates and Mis-Mates : Alice Middleton
- 1912 : Getting Even : Dollie Vaughn